# レッド・ツェッペリン・リマスターズ
『レッド・ツェッペリン・リマスターズ』(英語: Led Zeppelin Remasters)は、1990年にボックスセットの要約版としてリリースされたオーディオCDの2枚組ベスト・アルバム。プロデューサーはジミー・ペイジ。レーベルはワーナー。

## 概要
4枚組CDセット『ボックスセット』を2枚組に凝縮したベスト盤であるが、未収録の「グッドタイムス・バッドタイムス」が追加されている。基本的にはオリジナルを当時の最新技術でリマスターしている。

## 収録曲

### Disc1
1. コミュニケイション・ブレイクダウン - Communication Breakdown 02:29
2. ゴナ・リーヴ・ユー - Babe I'm Gonna Leave You 06:40
3. グッド・タイムズ・バッド・タイムズ - Good Times, Bad Times 02:44
4. 幻惑されて - Dazed and Confused 06:26
5. 胸いっぱいの愛を - Whole Lotta Love 05:34
6. ハートブレイカー - Heartbreaker 04:14
7. ランブル・オン - Ramble On 04:23
8. 移民の歌 - Immigrant Song 02:23
9. 祭典の日 - Celebration Day 03:28
10. 貴方を愛しつづけて - Since I've Been Loving You 07:23
11. ブラック・ドッグ - Black Dog 04:54
12. ロックン・ロール - Rock and Roll 03:40
13. 限りなき戦い - The Battle of Evermore 05:51
14. ミスティ・マウンテン・ホップ - Misty Mountain Hop 04:38
15. 天国への階段 - Stairway to Heaven 08:01

### Disc2
1. 永遠の詩 - The Song Remains the Same 05:29
2. レイン・ソング - The Rain Song 07:38
3. デジャ・メイク・ハー - D'yer Mak'er 04:22
4. ノー・クォーター - No Quarter 06:59
5. 聖なる館 - Houses of the Holy 04:02
6. カシミール - Kashmir 08:31
7. トランプルド・アンダーフット - Trampled Under Foot 05:53
8. 俺の罪 - Nobody's Fault But Mine 06:27
9. アキレス最後の戦い - Achilles Last Stand 10:22
10. オール・マイ・ラヴ - All My Love 05:51
11. イン・ジ・イヴニング - In the Evening 06:49